# Btrfs
Das „B-Tree File System“ bzw. Btrfs (als gelesene Abkürzung auch manchmal englisch ‚butter FS‘ gesprochen; „Btr“ für B-tree und „FS“ bzw. „fs“ für file system, also Dateisystem) ist ein Copy-On-Write-Dateisystem, das seit 2007 als freie Software unter der GNU General Public License (GPL) für Linux-Betriebssysteme im Rahmen des Linux-Kernels und seit 2016, mit der Bezeichnung WinBtrfs, plattformübergreifend für Windows (ab Windows 7) sowie ReactOS entwickelt wird.
Btrfs wird seit einiger Zeit als Nachfolger des bislang im Linux-Umfeld vorherrschenden extended filesystem (seit 2008 in Version 4 als ext4-Dateisystem) gehandelt. So setzte Andrew Morton, einer der prominentesten Linux-Kernel-Entwickler, 2008 „auf längere Sicht auf Btrfs“. Da jedoch beide Dateisysteme gewisse Vorteile bieten und auch beide aktiv weiterentwickelt werden, hat Btrfs diese Nachfolge bisher nicht angetreten – es bietet stattdessen eine zusätzliche Wahlmöglichkeit für Distributoren und Anwender.

## Eigenschaften
Btrfs weist zahlreiche Gemeinsamkeiten mit ZFS auf und wird deswegen als Linux-Analogon zu ZFS beschrieben. ZFS wurde zwar schon sieben Jahre früher vom mittlerweile selben Hersteller (Sun Microsystems, aufgegangen in Oracle) als ultimatives Dateisystem entworfen, war wegen seines Lizenzstatus jedoch für die Verwendung mit Linux ungeeignet. Beide haben integriertes RAID, Volume-Management, prüfsummenbasierten Schutz vor Datenübertragungsfehlern und nutzen Copy-On-Write, ein Verfahren, bei dem eine Kopie erst dann „real“ angefertigt wird, sobald sie von einem der Beteiligten verändert wird. Solange alle Beteiligten ihre Kopie nicht verändert haben, genügt es, das Original ein einziges Mal zu speichern. Die Kopie erfolgt also zunächst „virtuell“ und wird erst bei einer ersten Benutzung verzögert angelegt. Das in das Dateisystem integrierte RAID-Subsystem bietet gegenüber klassischen Hardware- oder Software-RAID-Implementierungen den Vorteil, dass zwischen belegten und freien Datenblöcken unterschieden werden kann und somit bei der Rekonstruktion eines gespiegelten RAID-Volumens nur belegter Plattenplatz gespiegelt werden muss. Hieraus resultiert im Schadensfall, besonders bei wenig gefüllten Dateisystemen, eine enorme Zeitersparnis. Die RAID-Funktionalität wird zudem, im Gegensatz zu klassischen RAID-Verfahren, mit Hilfe von größeren Datenblöcken organisiert. Es erfolgt dann beispielsweise im RAID 1 keine Spiegelung der Datenträger, sondern es wird sichergestellt, dass jeder Datenbereich auf wenigstens zwei Datenträgern abgelegt wird. Sofern der größte Datenträger nicht größer ist als die restlichen zusammengenommen, wird es so möglich, einen RAID 1 aus einer ungeraden Anzahl von Datenträgern unterschiedlicher Kapazität zu bilden – unter voller Ausnutzung ihrer Kapazität.
Weiterhin baut Btrfs mit der B-Baum-Struktur auf einem zentralen Konzept aus XFS auf. Es ist somit auch mit dem nicht mehr weiterentwickelten Reiser4 verwandt, zu dem es als adäquate Alternative gesehen wird.
Zu Btrfs gehört das Dienstprogramm btrfs-convert, mit dem bestehende ext3- und ext4-Dateisysteme in Btrfs-Dateisysteme konvertiert werden können. Die Konvertierung ist reversibel.
Btrfs soll vor allem auch Funktionen bieten, die es vom derzeitigen Linux-Standard ext3/ext4, aber auch von anderen Dateisystemen wie XFS oder JFS abheben, hierunter fallen:
- erweiterter Speicherbereich (264 Byte)
- effizientes Speichern kleiner Dateien und Verzeichnisse
- dynamische Inodes
- Schnappschüsse
- mehrere Subvolumen (also untergeordnete oder auch Volumenteile)
- Datenkompression (mit zlib, lzo oder zstd)
- Dateisystemcheck und Defragmentierung während des Betriebs
- effiziente interne inkrementelle Datensicherung
- Copy-On-Write
- Prüfsummen
- integriertes RAID, Spiegelung und Aneinanderhängen von Objekten (RAID 0, RAID 1, RAID 5, RAID 6, RAID 10[15][16])

## Geschichte
Die Kernstruktur von Btrfs – die Copy-on-write-B-Baum-Struktur – wurde ursprünglich von dem IBM-Forscher Ohad Rodeh im Rahmen einer Präsentation bei der USENIX 2007 vorgeschlagen. Rodeh schlug auch das Hinzufügen von Referenzierungszählern für Speicherblöcke und bestimmte Lockerungen der Balancing-Algorithmen normaler B-Bäume vor, die die B-Bäume für Hochleistungsspeicherlösungen mit Copy-On-Write-Schnappschüssen tauglich machen und dabei gute Nebenläufigkeit bewahren.
Chris Mason, damals ein ReiserFS-Entwickler bei SUSE, wurde noch im selben Jahr von Oracle eingestellt und begann dort seine Arbeit an einem neuen Dateisystem, das fast ausschließlich solche B-Bäume verwendet – nicht nur für Meta- und Nutzdateien, sondern auch rekursiv zur Verfolgung der Speicherzuteilung der Bäume selber. Damit können sämtliche Operationen durch dieselben Routinen abgewickelt werden.
Am 9. Januar 2009 wurde Btrfs erstmals in den Linux-Kernel 2.6.29 aufgenommen. In einigen Linux-Distributionen steht das Dateisystem bereits offiziell bei der Installation zur Auswahl.

### Linux
Für die meisten Linux-Distributionen ist Btrfs eines der zur Auswahl stehenden Dateisysteme oder es existieren Pakete, um es manuell einzurichten. Für den experimentellen Einsatz wurde das Dateisystem erstmals unter OpenSUSE 11.3 unterstützt sowie unter Oracle Linux Release 2. Beispielsweise können die Distributionen Arch Linux, Debian, Fedora, Gentoo, RHEL und Ubuntu optional auf Btrfs installiert werden bzw. Btrfs-Volumes nutzen.
Als Standard-Dateisystem findet sich Btrfs auf den Distributionen MeeGo, SUSE Linux Enterprise Server 12 (SLES 12), Garuda Linux und openSUSE ab Version 13.2.
Auf Fedora sollte nach 2008 Btrfs auch als Standard-Dateisystem verwendet werden, wurde jedoch immer wieder verworfen, weil einige Werkzeuge zum Administrieren des Dateisystems noch nicht ausgereift waren. Fedora 33, erschienen im Oktober 2020, hat nach über 10 Jahren Btrfs als Standard-Dateisystem letztlich doch eingeführt.
2017 gab Red Hat bekannt, Btrfs in RHEL nicht mehr zu unterstützen, woraufhin es in RHEL 8 (2019) nicht mehr enthalten war. Wie sich die Entscheidung von Fedora, der freien Basis von RHEL, auf das kommerzielle Linux von Red Hat auswirkt, bleibt noch abzuwarten. Canonical setzt indes unter Ubuntu auf das mit Btrfs vergleichbare Dateisystem OpenZFS (ZFS on Linux), das seit Version 16.04 immer mehr in die Distribution integriert wird, beinhaltet jedoch Unterstützung für Btrfs.
Stand Oktober 2022 ist Btrfs mit RAID 5 oder RAID 6 noch nicht zuverlässig einsetzbar. Dafür sind drei noch nicht gelöste Probleme in diesem Betriebsmodus verantwortlich. Bei einem Stromausfall kann es zu einer Desynchronisierung kommen, da eine Journal-Lösung noch fehlt. Fehlerhafte Daten könnten zu einem Destructive RMW führen, womit Folgefehler auftreten. Schließlich führt scrubbing zu einer hohen Ein- und Ausgabelast, die bei RAID5 zweimal so hoch und bei RAID6 dreimal so hoch sein kann.

### Windows und ReactOS
Der Dateisystemtreiber WinBtrfs ermöglicht die Verwendung des Dateisystems unter Windows und ReactOS.

## Kritik am Design
Red Hat beauftragte im zweiten Quartal 2010 Edward Shishkin, einen der ursprünglichen Reiser4-Entwickler, mit einem Codereview. Shishkins Schluss war, dass das Design fehlerhaft ist, da dem ursprünglichen Algorithmus in Kernpunkten nicht gefolgt wird. Die Designfehler führen dazu, dass in speziellen Fällen der Plattenplatz ausgehen kann, obwohl genügend Platz vorhanden ist. Die Btrfs-Entwickler widersprachen der Behauptung, dass es sich um einen Designfehler handele. Sie bezeichneten es vielmehr als Implementierungsfehler, der bereits behoben sei. Im August 2017 kündigte Red Hat an, langfristig die Unterstützung von Btrfs in Red Hat Enterprise Linux (RHEL) einzustellen. Anlass dafür seien Probleme des Dateisystems im Zusammenspiel mit Docker, sowie Anwenderbeschwerden, die nach Aussage von Mitentwicklern häufig aufwändige manuelle Korrekturen im Dateisystem erforderten. Die zu dem Zeitpunkt aktuelle Version von RHEL nutzte allerdings den Linux-Kernel 3.10, der den Btrfs-Entwicklungsstand von 2013 widerspiegelt und von den Btrfs-Entwicklern nicht empfohlen wird. Im gleichen Jahr kaufte Red Hat die Firma Permabit und deren kommerzielle Daten-Deduplizierung. 2017 kündigte Red Hat die Ablöse von Btrfs aus RHEL an, entwickelte aber mit Stratis an einer eigenen Technik mit ähnlichen Fähigkeiten. 2018 wurde in RHEL schließlich sowohl Btrfs als auch ZFS durch Stratis ersetzt.